# Jeroen Dijsselbloem
Jeroen Dijsselbloem, celým jménem Jeroen René Victor Anton Dijsselbloem [výslovnost: Jerun Dajslblum] (* 29. března 1966, Eindhoven, Nizozemsko) je nizozemský politik za Stranu práce. Od listopadu 2012 je ministrem financí v druhé vládě Marka Rutteho, od 21. ledna 2013 je prezidentem Euroskupiny, a od 11. února 2013 prezidentem Rady guvernérů Evropského stabilizačního mechanismu (ESM).
Dijsselbloem vystudoval ekonomiku zemědělství na Wageningen University (1985–1991). Působil jako člen městského zastupitelstva Wageningenu (1994–1997) a jako člen dolní komory (Tweede Kamer) nizozemského parlamentu (2000–2002; 2002–2012).
Dijsselbloem je svobodný. Se svojí partnerkou žije ve Wageningen; má syna a dceru.